# Československá obchodní banka
Československá obchodní banka, a. s. (ČSOB) je univerzální bankovní instituce působící v Česku. ČSOB byla založena státem v roce 1964 jako banka pro poskytování služeb v oblasti financování zahraničního obchodu a volnoměnových operací s působností na československém trhu. V červnu 1999 byla privatizována – jejím majoritním vlastníkem (od roku 2007 jediným) se stala belgická KBC Bank, která je 100% dceřinou společností mezinárodní bankopojišťovací skupiny KBC Group. V červnu 2000 ČSOB převzala Investiční a poštovní banku (IPB). Do konce roku 2007 působila ČSOB na českém i slovenském trhu; slovenská pobočka ČSOB byla transformována do samostatné právnické osoby k 1. lednu 2008 (Československá obchodná banka). Od 1. ledna 2013 uspořádala KBC Group své aktivity na klíčových trzích do tří obchodních divizí – Belgie, Česko (zahrnuje všechny obchodní aktivity KBC v Česku) a Mezinárodní trhy.
ČSOB poskytuje své služby všem klientským segmentům, tj. fyzickým osobám, malým a středním podnikům, korporátním a institucionálním klientům. V retailovém bankovnictví v Česku působí Banka pod základními obchodními značkami – ČSOB (pobočky) a ČSOB Poštovní spořitelna (pobočky a obchodní místa České pošty).
Skupina ČSOB je tvořena bankou a společnostmi, s nimiž je banka propojena. Finanční skupina ČSOB zahrnuje strategické společnosti v Česku ovládané přímo či nepřímo ČSOB, případně KBC, které nabízejí finanční služby, a to ČSOB Hypoteční banku, ČSOB Pojišťovnu, ČSOB Stavební spořitelnu, ČSOB Penzijní společnost, ČSOB Leasing, ČSOB Factoring a Patria Finance.

## Sídlo
V roce 2007 se sídlo ČSOB přesunulo z historických budov v centru Prahy (v ulici Na Příkopě 854/14 a v dalších objektech) do nového ústředí v Radlicích na Praze 5. Budova NHQ se nachází u metra B, stanice Radlická a u zdejší tramvajové smyčky. Návrh vytvořil český architekt Josef Pleskot a jeho ateliér AP atelier. Budova je šetrná k životními prostředí a v roce 2008 získala ve své době nejvyšší certifikát LEED - LEED Gold. 
V červnu 2019 dokončila ČSOB v Praze Radlicích stavbu druhé budovy centrály. Propojením obou ekologických budov do Kampusu vznikl v Praze – Radlicích prostor, který může využívat přes 5 000 zaměstnanců. Nová budova centrály (budova SHQ) pochází z dílny architektonického studia bratrů Chalupových a splňuje nejvyšší ekologické standardy v souladu s mezinárodní certifikací LEED Platinum.